# 東奥学園高等学校
東奥学園高等学校（とうおうがくえんこうとうがっこう）は、青森県青森市勝田二丁目にある私立高等学校である。隣に東奥幼稚園、道路向かいに東奥保育・福祉専門学院を併設する。

## 概要
複数の科があり、通信制もある。元は女子高であり、共学化された後すぐは男子は少なかったが、近年はその自主性を重んじる校風が男子にも人気を集めており、男子もかなり入学している。2005年5月時点の生徒数は男子299人、女子428人とかなり男女格差は縮小している。進路は就職か専門学校進学が多い。
新校舎は青森県内の高校ではあまり例を見ない地上6階建ての建物となっている。コンクリートの壁面には橙色のリズミカラーガラスブロックがポイント的に使われた。棟方志功記念館通りに面した場所はかつては東奥幼稚園の建物の場所であったが、この新校舎を建てる際に大幅に高校敷地に編入された。
卓球部は県内有数の強豪校で、2006年第33回全国高等学校選抜卓球大会の男子学校対抗で3位に入賞した。
スクールバスは青森市内・今別・むつ・弘前・五所川原の5方面に運行している。
東奥女子高等学校時代の制服は夏は白セーラーで冬は紺のブレザーであった。当時の略称は「東女（トンジョ）」であった。

## 学科
- 普通科
  - 普通コース
  - 特進コース（対象生徒僅少のため、平成20年度1年次には開設されず）
- 福祉科
- 調理科
- 情報科学科
- 看護科

## 沿革
- 1931年（昭和6年）4月 - 現在地に「東奥家政女学校」開校。
- 1948年（昭和23年） - 学制改革に伴い「東奥女子高等学校」に昇格。
- 1994年（平成6年）4月 - 男女共学化し「東奥学園高等学校」に名称変更。
- 1999年（平成11年）4月 - 単位二期制導入。
- 2001年（平成13年）3月 - 単位二期制廃止。
- 2001年（平成13年）6月 - 新校舎完成。
- 2009年（平成21年）4月 - 男女共に制服リニューアル

単位二期制は時代に先駆けて青森県内の私立高校で初めて導入されたが、わずか2年で廃止になった。

## 寮
- 協和寮（男子）
- 明和寮（女子）

## 部活動
運動部
- 野球部
- 空手部
- バドミントン部
- ボウリング部
- バレーボール部
- 卓球部
- 水泳部
- 弓道部
- テニス部
- バスケットボール部
- 陸上部
- サッカー部
- 剣道部
- ソフトボール部

文化部
- 文芸部
- 華道部
- 家庭部
- 演劇部
- JRC部